# بيث سولومون
بيث سولومون (بالإنجليزية: Beth Solomon)‏ هي لاعبة غولف أمريكية، ولدت في 29 أكتوبر 1952.